# Нью-Рігель (Огайо)
Нью-Рігель (англ. New Riegel) — селище (англ. village) в США, в окрузі Сенека штату Огайо. Населення — 286 осіб (2020).

## Географія
Нью-Рігель розташований за координатами 41°3′7″ пн. ш. 83°19′8″ зх. д. / 41.05194° пн. ш. 83.31889° зх. д. (41.051886, -83.319008).  За даними Бюро перепису населення США в 2010 році селище мало площу 0,52 км², уся площа — суходіл.

## Демографія
Згідно з переписом 2010 року, у селищі мешкало 249 осіб у 110 домогосподарствах у складі 68 родин. Густота населення становила 480 осіб/км².  Було 116 помешкань (224/км²).
Расовий склад населення:
| - 98,8 % — білих - 0,8 % — чорних або афроамериканців - 0,4 % — вихідців з тихоокеанських островів |

До двох чи більше рас належало 0,0 %. Частка іспаномовних становила 2,0 % від усіх жителів.
За віковим діапазоном населення розподілялося таким чином: 22,1 % — особи молодші 18 років, 58,2 % — особи у віці 18—64 років, 19,7 % — особи у віці 65 років та старші. Медіана віку мешканця становила 41,9 року. На 100 осіб жіночої статі у селищі припадало 97,6 чоловіків;  на 100 жінок у віці від 18 років та старших — 90,2 чоловіків також старших 18 років.
Середній дохід на одне домашнє господарство  становив 53 701 долар США (медіана — 41 500), а середній дохід на одну сім'ю — 65 141 долар (медіана — 57 000). За межею бідності перебувало 16,3 % осіб, у тому числі 42,9 % дітей у віці до 18 років та 2,3 % осіб у віці 65 років та старших.
Цивільне працевлаштоване населення становило 142 особи. Основні галузі зайнятості: виробництво — 33,8 %, освіта, охорона здоров'я та соціальна допомога — 21,1 %, роздрібна торгівля — 15,5 %, будівництво — 11,3 %.